# 김여정
김여정(金與正, 1988년 9월 26일~)은 조선민주주의인민공화국의 정치인이다. 김정일 조선로동당 제2대 총비서의 3남 4녀 중 4녀이다.

## 생애
미성년이었을 무렵의 정보는 한정되어 있지만, 김정일의 전속 요리사였던 후지모토 켄지의 회상록에 따르면, 김정일의 총애를 얻고 있었다. 아버지의 김정일은 아이들 가운데 김정은과 김여정에게 정치가의 소질이 있다고 보고 있었다.
1996년 4월부터 2000년 말까지 김정은과 함께 스위스 베른에 유학하고 있었다. 베른에서 초등학교 종료에 상당하는 교육을 마치고 그 뒤는 전속의 집사를 붙여 교육을 받았다.
2016년 5월에 개최된 조선노동당 제7차 대회에서 동당 중앙위원회 위원으로 선출됐다. 당내 서열은 25위 전후였다.
2018년 남북정상회담이 개최되자 문재인 대통령, 문희상 국회의장, 이낙연 국무총리 등을 만났다.
2019년 1월 8일 부인 리설주와 함께 35세 생일을 맞이하는 김정은의 중국 방문에 동행했다.
2019년 12월 말 조선노동당 중앙위원회 총회에서 새로운 제1부부장직에 취임한 것이 발표되어 조직지도부 제1부부장으로 취임한 것으로 관측 되고 있다.
2020년 8월 25일 정경두 국방부장관이 국회에서 김여정이 조선노동당의 조직지도부를 사실상 장악하고 있다는 견해를 보이고 있다.
2021년 9월 29일 최고인민회의 제14기 제5회 회의 제2일 회의에서 국무 원회 위원에 보결 선거됐다.

## 가족 관계
|                     |                     |                     |                     |                     |                     |                     |                     |                         |                         |                         |                         |                         |                         |                         |                         | 김일성 金日成 1912~1994 | 김일성 金日成 1912~1994 | 김일성 金日成 1912~1994 | 김일성 金日成 1912~1994 | 김일성 金日成 1912~1994 | 김일성 金日成 1912~1994 |                     |                     |                     |                     |  |  |                         |                         |                         |                         |                         |                         |  |  |                     |                     |                     |                     | 김정숙 金正淑 1917~1949 | 김정숙 金正淑 1917~1949 | 김정숙 金正淑 1917~1949 | 김정숙 金正淑 1917~1949 | 김정숙 金正淑 1917~1949 | 김정숙 金正淑 1917~1949 |                     |                     |                     |                     |                 |                 |                     |                     |                     |                     |                     |                     |
|                     |                     |                     |                     |                     |                     |                     |                     |                         |                         |                         |                         |                         |                         |                         |                         | 김일성 金日成 1912~1994 | 김일성 金日成 1912~1994 | 김일성 金日成 1912~1994 | 김일성 金日成 1912~1994 | 김일성 金日成 1912~1994 | 김일성 金日成 1912~1994 |                     |                     |                     |                     |  |  |                         |                         |                         |                         |                         |                         |  |  |                     |                     |                     |                     | 김정숙 金正淑 1917~1949 | 김정숙 金正淑 1917~1949 | 김정숙 金正淑 1917~1949 | 김정숙 金正淑 1917~1949 | 김정숙 金正淑 1917~1949 | 김정숙 金正淑 1917~1949 |                     |                     |                     |                     |                 |                 |                     |                     |                     |                     |                     |                     |
|                     |                     |                     |                     |                     |                     |                     |                     |                         |                         |                         |                         |                         |                         |                         |                         |                         |                         |                         |                         |                         |                         |                     |                     |                     |                     |  |  |                         |                         |                         |                         |                         |                         |  |  |                     |                     |                     |                     |                         |                         |                         |                         |                         |                         |                     |                     |                     |                     |                 |                 |                     |                     |                     |                     |                     |                     |
|                     |                     |                     |                     |                     |                     |                     |                     |                         |                         |                         |                         |                         |                         |                         |                         |                         |                         |                         |                         |                         |                         |                     |                     |                     |                     |  |  |                         |                         |                         |                         |                         |                         |  |  |                     |                     |                     |                     |                         |                         |                         |                         |                         |                         |                     |                     |                     |                     |                 |                 |                     |                     |                     |                     |                     |                     |
| 홍일천 洪一茜 1942~ | 홍일천 洪一茜 1942~ | 홍일천 洪一茜 1942~ | 홍일천 洪一茜 1942~ | 홍일천 洪一茜 1942~ | 홍일천 洪一茜 1942~ |                     |                     | 성혜림 成蕙琳 1937~2002 | 성혜림 成蕙琳 1937~2002 | 성혜림 成蕙琳 1937~2002 | 성혜림 成蕙琳 1937~2002 | 성혜림 成蕙琳 1937~2002 | 성혜림 成蕙琳 1937~2002 |                         |                         | 김영숙 金英淑 1947~     | 김영숙 金英淑 1947~     | 김영숙 金英淑 1947~     | 김영숙 金英淑 1947~     | 김영숙 金英淑 1947~     | 김영숙 金英淑 1947~     |                     |                     |                     |                     |  |  | 김정일 金正日 1941~2011 | 김정일 金正日 1941~2011 | 김정일 金正日 1941~2011 | 김정일 金正日 1941~2011 | 김정일 金正日 1941~2011 | 김정일 金正日 1941~2011 |  |  |                     |                     |                     |                     | 고용희 高容姬 1952~2004 | 고용희 高容姬 1952~2004 | 고용희 高容姬 1952~2004 | 고용희 高容姬 1952~2004 | 고용희 高容姬 1952~2004 | 고용희 高容姬 1952~2004 |                     |                     | 김옥 金玉 1964~     | 김옥 金玉 1964~     | 김옥 金玉 1964~ | 김옥 金玉 1964~ | 김옥 金玉 1964~     | 김옥 金玉 1964~     |                     |                     |                     |                     |
| 홍일천 洪一茜 1942~ | 홍일천 洪一茜 1942~ | 홍일천 洪一茜 1942~ | 홍일천 洪一茜 1942~ | 홍일천 洪一茜 1942~ | 홍일천 洪一茜 1942~ |                     |                     | 성혜림 成蕙琳 1937~2002 | 성혜림 成蕙琳 1937~2002 | 성혜림 成蕙琳 1937~2002 | 성혜림 成蕙琳 1937~2002 | 성혜림 成蕙琳 1937~2002 | 성혜림 成蕙琳 1937~2002 |                         |                         | 김영숙 金英淑 1947~     | 김영숙 金英淑 1947~     | 김영숙 金英淑 1947~     | 김영숙 金英淑 1947~     | 김영숙 金英淑 1947~     | 김영숙 金英淑 1947~     |                     |                     |                     |                     |  |  | 김정일 金正日 1941~2011 | 김정일 金正日 1941~2011 | 김정일 金正日 1941~2011 | 김정일 金正日 1941~2011 | 김정일 金正日 1941~2011 | 김정일 金正日 1941~2011 |  |  |                     |                     |                     |                     | 고용희 高容姬 1952~2004 | 고용희 高容姬 1952~2004 | 고용희 高容姬 1952~2004 | 고용희 高容姬 1952~2004 | 고용희 高容姬 1952~2004 | 고용희 高容姬 1952~2004 |                     |                     | 김옥 金玉 1964~     | 김옥 金玉 1964~     | 김옥 金玉 1964~ | 김옥 金玉 1964~ | 김옥 金玉 1964~     | 김옥 金玉 1964~     |                     |                     |                     |                     |
|                     |                     |                     |                     |                     |                     |                     |                     |                         |                         |                         |                         |                         |                         |                         |                         |                         |                         |                         |                         |                         |                         |                     |                     |                     |                     |  |  |                         |                         |                         |                         |                         |                         |  |  |                     |                     |                     |                     |                         |                         |                         |                         |                         |                         |                     |                     |                     |                     |                 |                 |                     |                     |                     |                     |                     |                     |
|                     |                     |                     |                     |                     |                     |                     |                     |                         |                         |                         |                         |                         |                         |                         |                         |                         |                         |                         |                         |                         |                         |                     |                     |                     |                     |  |  |                         |                         |                         |                         |                         |                         |  |  |                     |                     |                     |                     |                         |                         |                         |                         |                         |                         |                     |                     |                     |                     |                 |                 |                     |                     |                     |                     |                     |                     |
|                     |                     |                     |                     | 김혜경 金惠敬 1968~ | 김혜경 金惠敬 1968~ | 김혜경 金惠敬 1968~ | 김혜경 金惠敬 1968~ | 김혜경 金惠敬 1968~     | 김혜경 金惠敬 1968~     |                         |                         | 김정남 金正男 1971~2017 | 김정남 金正男 1971~2017 | 김정남 金正男 1971~2017 | 김정남 金正男 1971~2017 | 김정남 金正男 1971~2017 | 김정남 金正男 1971~2017 |                         |                         | 김설송 金雪松 1974~     | 김설송 金雪松 1974~     | 김설송 金雪松 1974~ | 김설송 金雪松 1974~ | 김설송 金雪松 1974~ | 김설송 金雪松 1974~ |  |  | 김춘송 金春松 1975~     | 김춘송 金春松 1975~     | 김춘송 金春松 1975~     | 김춘송 金春松 1975~     | 김춘송 金春松 1975~     | 김춘송 金春松 1975~     |  |  | 김정철 金正哲 1981~ | 김정철 金正哲 1981~ | 김정철 金正哲 1981~ | 김정철 金正哲 1981~ | 김정철 金正哲 1981~     | 김정철 金正哲 1981~     |                         |                         | 김정은 金正恩 1984~     | 김정은 金正恩 1984~     | 김정은 金正恩 1984~ | 김정은 金正恩 1984~ | 김정은 金正恩 1984~ | 김정은 金正恩 1984~ |                 |                 | 김여정 金與正 1987~ | 김여정 金與正 1987~ | 김여정 金與正 1987~ | 김여정 金與正 1987~ | 김여정 金與正 1987~ | 김여정 金與正 1987~ |

- 증조부 김형직
- 증조모 강반석
- 진외조부 김중산
- 친조부 김일성
- 친조모 김정숙
- 외증조부 고영옥
- 큰외조부 고경찬
- 외조부 고경택
- 외조모 이맹인
- 부친 김정일
- 전모 홍일천
- 이복언니 김혜경
- 전모 성혜림
- 이복오빠 김정남
- 전모 김영숙
- 이복언니 김설송
- 이복언니 김춘송
- 생모 고용희
- 큰오빠 김정철
- 조카
- 작은오빠 김정은
- 자신 김여정
- 남편 최성
- 딸 이름 불명
- 조카 김정주
- 조카 김주애
- 조카 이름 불명(남자)
- 계모 김옥

## 기타
- 2014년, 김여정은 리수용 외무상(외무부 장관)의 조카와 결혼했다.

- 2014년 10월 3일, NK지식인연대가 북한 내부와 접촉해 파악한 바에 따르면, 김정은이 건강 문제로 자취를 감춘 직후 당 정치국 긴급회의가 소집됐다고 한다. 그런데 이를 주관한 인사는 다름 아닌 김여정이었다.[5] CNN은 김정은 제1위원장이 40일간 공개석상에 모습을 나타내지 않자, 김여정이 북한을 통치하고 있을 가능성을 보도했다.

- 2014년 10월, 북한 낙원무역총회사는 한국 남북경협경제인연합회(이하 남경련)와 2015년 봄 서울에서 ‘남북 민족음식 예술문화 대축제’를 열기로 합의하고 우리 측에 참가 의향서를 보냈다.[6] 북측이 남경련에 보낸 의향서에 김여정의 직책이 노동당 대외사업부 부장(장관급)으로 명시돼 있었다.[7]

- 2014년 11월 27일, 북한 관영 조선중앙TV는 김여정이 조선노동당 중앙위원회 부부장(차관급)이라고 소개했다.

- 2014년 12월 11일, 김정은의 동생 김여정이 우리의 청와대 비서실장 격인 조선노동당 서기실장(장관급)으로 격상된 것으로 알려졌다.[8]

- 2017년 1월 12일, 미국은 김여정이 1989년생이라고 파악하지만, 대한민국 통일부는 1987년생으로 파악하고 있다고 밝혔다.[9]

- 2020년 6월 16일, 김여정이 도발발언 후[10] 4일만에 대한민국 국민의 세금 170억이 들어간 조선민주주의인민공화국 경기도 개성시에 위치한 남북공동연락사무소를 폭파시켰다.

## 같이 보기
- 김성혜 (1965년)
- 조선민주주의인민공화국의 정치
- 로성실
- 조선민주주의인민공화국의 여성